# Charles Djou

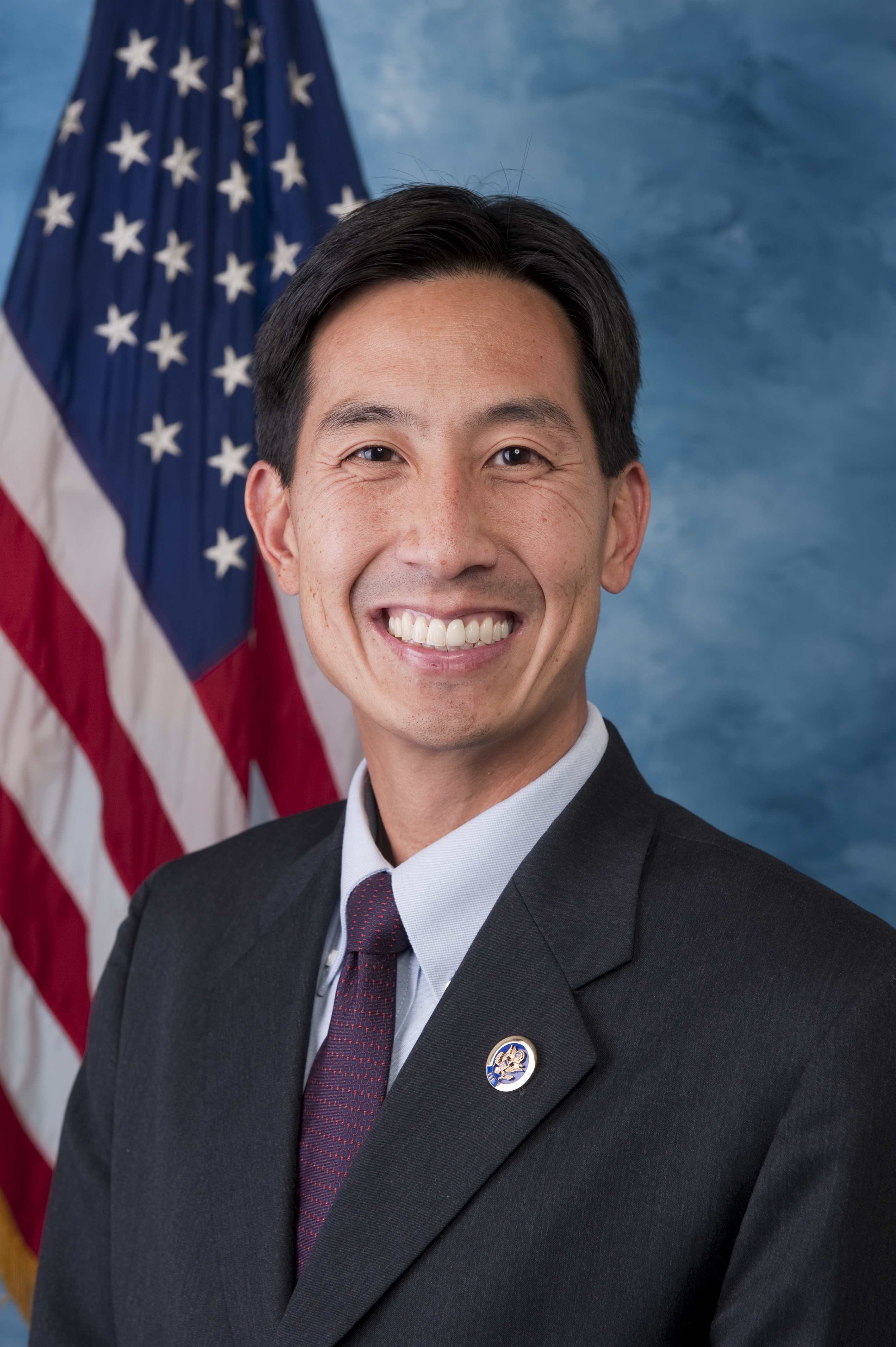
Charles Djou (2010)

Charles Kong Djou (* 9. August 1970 in Los Angeles, Kalifornien) ist ein US-amerikanischer Politiker, der von 2010 bis 2011 für die Republikaner den Bundesstaat Hawaii im US-Repräsentantenhaus vertrat.
Djou gehörte von 2000 bis 2002 dem Repräsentantenhaus von Hawaii und von 2002 bis 2010 dem Stadtrat von Honolulu an. Nachdem der Demokrat Neil Abercrombie sein Mandat im Kongress niedergelegt hatte, um sich auf die bevorstehende Gouverneurswahl zu konzentrieren, die er dann auch gewann, fand im ersten Kongresswahlbezirk von Hawaii eine Nachwahl statt, bei der sich Djou mit 39,4 Prozent der abgegebenen Stimmen durchsetzen konnte. Dies lag auch daran, dass – im Gegensatz zu regulären Wahlen – die Parteien nicht gezwungen waren, nur einen Kandidaten zu nominieren. So wurde der Stimmenanteil der Demokraten zwischen Colleen Hanabusa (30,8 Prozent) und Ed Case (27,6 Prozent) aufgeteilt, was dazu führte, dass Djou eine einfache Mehrheit zum Sieg genügte. Er trat das Mandat am 22. Mai 2010 an. Bei den Kongresswahlen im November verlor er jedoch sein Mandat an Colleen Hanabusa, die diesmal mit 53 zu 47 Prozent der Stimmen gewann und Djou am 3. Januar 2011 im Kongress ablöste.
In den Jahren 2012 und 2014 bewarb er sich jeweils um sein früheres Mandat, verlor aber zunächst erneut gegen Hanabusa und danach gegen Mark Takai. 2016 bewarb er sich ohne Erfolg bei der Bürgermeisterwahl von Honolulu. Er trat im März 2018 aus der Republikanischen Partei aus, weil er mit ihrer Entwicklung unzufrieden war: Er habe sich immer für eine Einwanderungsreform eingesetzt, während die Partei unter Trump statt Diversität Ausschließung und Isolation wähle.